# OGLE-TR-132
OGLE-TR-132是一顆位在船底座的恆星，非常黯淡，星等只有15.72等，有一個環繞它的行星叫OGLE-TR-132b，一顆富含金屬的恆星。